# ワイオミング州選出のアメリカ合衆国下院議員
ワイオミング州選出のアメリカ合衆国下院議員は、アメリカ合衆国ワイオミング州選出のアメリカ下院議員である。1869年から1890年まで存在したワイオミング準州選出のアメリカ合衆国下院議員についてもこの項目で扱う。

## 沿革
1868年7月25日、アンドリュー・ジョンソン大統領がワイオミング基本法に署名し、ワイオミング準州が成立した。翌1869年、同州初のアメリカ下院代議員選挙が行われ、民主党のスティーブン・フリエル・ナッコルズが当選した。
住民の独立心が強く、共和党が伝統的に強いとされる。2021年現在、最後に当選した非共和党の下院議員は、1976年選挙に当選したテノ・ロンカリオである。

## ワイオミング準州全州選挙区
ワイオミング準州全州選挙区(英語: Wyoming Territory's at-large congressional district)は、かつて存在したアメリカ合衆国連邦下院の選挙区。定数1人の小選挙区制。1869年12月6日に設置された。ワイオミング準州がワイオミング州に昇格したことで1890年7月10日に消滅した。

### 区域
ワイオミング準州 - 全域

## ワイオミング州全州選挙区

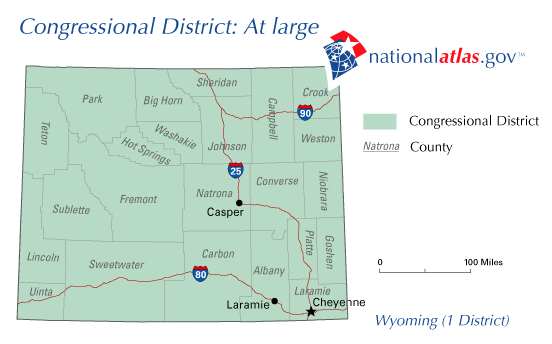
ワイオミング州全州選挙区

ワイオミング州全州選挙区(英語: Wyoming's at-large congressional district)は、アメリカ合衆国連邦下院の選挙区。定数1人の小選挙区制。1890年12月1日、ワイオミング州昇格を機に設置された。選挙区の設置以来、区域の変更は行われていない。

### 区域
ワイオミング州 - 全域

### データ(2010年)
- 人口(2019年) -  578,759人[2] (有権者登録数: 302,963人[3][4])
- 面積 - 97,093.14平方マイル（251,470.1km2）
- 分布(2019年) - 都市人口： 64.76% ／ 農村人口： 35.24%[5]
- 世帯収入(中央値) - 65,003ドル[2]
- 民族構成 - 白人(90.7%)、アメリカ先住民/アラスカ先住民(2.4%)、複数人種(2.2%)[6]

### 大統領選挙の結果
2020年現在、3人の選挙人が配分されている。

#### 2000年以降の大統領選挙結果
| 年     | 勝利候補                    | 敗北候補                   |
| ------ | --------------------------- | -------------------------- |
| 2000年 | ジョージ・W・ブッシュ (69%) | アル・ゴア (28%)           |
| 2004年 | ジョージ・W・ブッシュ (69%) | ジョン・ケリー (29%)       |
| 2008年 | ジョン・マケイン (65%)      | バラク・オバマ (33%)       |
| 2012年 | ミット・ロムニー (69%)      | バラク・オバマ (28%)       |
| 2016年 | ドナルド・トランプ (67%)    | ヒラリー・クリントン (22%) |
| 2020年 | ドナルド・トランプ (70%)    | ジョー・バイデン (27%)     |

## ワイオミング準州選出議員一覧

### 議決権のない代議員
| 議会                        | 氏名                                 | 政党   |
| --------------------------- | ------------------------------------ | ------ |
| 第41議会 （1869年 - 1871年) | スティーブン・フリエル・ナッコルズ   | 民主党 |
| 第42議会 （1871年 - 1873年) | ウィリアム・セオフィラス・ジョーンズ | 共和党 |
| 第43議会 （1873年 - 1875年) | ウィリアム・ランドルフ・スティール   | 民主党 |
| 第44議会 （1875年 - 1877年) | ウィリアム・ランドルフ・スティール   | 民主党 |
| 第45議会 （1877年 - 1879年) | ウィリアム・ウェリントン・コレット   | 共和党 |
| 第46議会 （1879年 - 1881年) | スティーブン・ウィーラー・ダウニー   | 共和党 |
| 第47議会 （1881年 - 1883年) | モートン・エベレル・ポスト           | 民主党 |
| 第48議会 （1883年 - 1885年) | モートン・エベレル・ポスト           | 民主党 |
| 第49議会 （1885年 - 1887年) | ジョセフ・モール・キャリー           | 共和党 |
| 第50議会 （1887年 - 1889年) | ジョセフ・モール・キャリー           | 共和党 |
| 第51議会 （1889年 - 1891年) | ジョセフ・モール・キャリー           | 共和党 |

## ワイオミング州選出議員一覧
| 議会                          | 氏名                              | 政党                          |
| ----------------------------- | --------------------------------- | ----------------------------- |
| 第51議会 （1889年 - 1891年)   | クラレンス・D・クラーク           | 共和党                        |
| 第52議会 （1891年 - 1893年)   | クラレンス・D・クラーク           | 共和党                        |
| 第53議会 （1893年 - 1895年)   | ヘンリー・エイサ・コフィーン      | 民主党                        |
| 第54議会 （1895年 - 1897年)   | フランク・モンデル                | 共和党                        |
| 第55議会 （1897年 - 1899年)   | ジョン・E・オズボーン             | 民主党                        |
| 第56議会 （1899年 - 1901年)   | フランク・モンデル                | 共和党                        |
| 第57議会 （1901年 - 1903年)   | フランク・モンデル                | 共和党                        |
| 第58議会 （1903年 - 1905年)   | フランク・モンデル                | 共和党                        |
| 第59議会 （1905年 - 1907年）  | フランク・モンデル                | 共和党                        |
| 第60議会 （1907年 - 1909年）  | フランク・モンデル                | 共和党                        |
| 第61議会 （1909年 - 1911年）  | フランク・モンデル                | 共和党                        |
| 第62議会 （1911年 - 1913年）  | フランク・モンデル                | 共和党                        |
| 第63議会 （1913年 - 1915年）  | フランク・モンデル                | 共和党                        |
| 第64議会 （1915年 - 1917年）  | フランク・モンデル                | 共和党                        |
| 第65議会 （1917年 - 1919年）  | フランク・モンデル                | 共和党                        |
| 第66議会 （1919年 - 1921年）  | フランク・モンデル                | 共和党                        |
| 第67議会 （1921年 - 1923年）  | フランク・モンデル                | 共和党                        |
| 第68議会 （1923年 - 1925年）  | チャールズ・ウィンター            | 共和党                        |
| 第69議会 （1925年 - 1927年）  | チャールズ・ウィンター            | 共和党                        |
| 第70議会 （1927年 - 1929年）  | チャールズ・ウィンター            | 共和党                        |
| 第71議会 （1929年 - 1931年）  | ヴィンセント・カーター            | 共和党                        |
| 第72議会 （1931年 - 1933年）  | ヴィンセント・カーター            | 共和党                        |
| 第73議会 （1933年 - 1935年）  | ヴィンセント・カーター            | 共和党                        |
| 第74議会 （1935年 - 1937年）  | ポール・ラヌース・グリーバー      | 民主党                        |
| 第75議会 （1937年 - 1939年）  | ポール・ラヌース・グリーバー      | 民主党                        |
| 第76議会 （1939年 - 1941年）  | フランク・O・ホートン             | 共和党                        |
| 第77議会 （1941年 - 1943年）  | ジョン・J・マッキンタイア         | 民主党                        |
| 第78議会 （1943年 - 1945年）  | フランク・A・バレット             | 共和党                        |
| 第79議会 （1945年 - 1947年）  | フランク・A・バレット             | 共和党                        |
| 第80議会 （1947年 - 1949年）  | フランク・A・バレット             | 共和党                        |
| 第81議会 （1949年 - 1951年）  | フランク・A・バレット             | 共和党                        |
| 第82議会 （1951年 - 1953年）  | ウィリアム・ヘンリー・ハリソン3世 | 共和党                        |
| 第83議会 （1953年 - 1955年）  | ウィリアム・ヘンリー・ハリソン3世 | 共和党                        |
| 第84議会 （1955年 - 1957年）  | エドウィン・キース・トムソン      | 共和党                        |
| 第85議会 （1957年 - 1959年）  | エドウィン・キース・トムソン      | 共和党                        |
| 第86議会 （1959年 - 1961年）  | エドウィン・キース・トムソン      | 共和党                        |
| 第87議会 （1961年 - 1963年）  | ウィリアム・ヘンリー・ハリソン3世 | 共和党                        |
| 第88議会 （1963年 - 1965年）  | ウィリアム・ヘンリー・ハリソン3世 | 共和党                        |
| 第89議会 （1965年 - 1967年）  | テノ・ロンカリオ                  | 民主党                        |
| 第90議会 （1967年 - 1969年）  | ウィリアム・ヘンリー・ハリソン3世 | 共和党                        |
| 第91議会 （1969年 - 1971年）  | ジョン・ウォルド                  | 共和党                        |
| 第92議会 （1971年 - 1973年）  | テノ・ロンカリオ                  | 民主党                        |
| 第93議会 （1973年 - 1975年）  | テノ・ロンカリオ                  | 民主党                        |
| 第94議会 （1975年 - 1977年）  | テノ・ロンカリオ                  | 民主党                        |
| 第95議会 （1977年 - 1979年）  | テノ・ロンカリオ                  | 民主党                        |
| 第96議会 （1979年 - 1981年）  | ディック・チェイニー              | 共和党                        |
| 第97議会 （1981年 - 1983年）  | ディック・チェイニー              | 共和党                        |
| 第98議会 （1983年 - 1985年）  | ディック・チェイニー              | 共和党                        |
| 第99議会 （1985年 - 1987年)   | ディック・チェイニー              | 共和党                        |
| 第100議会 （1987年 - 1989年） | ディック・チェイニー              | 共和党                        |
| 第101議会 （1989年 - 1991年） | ディック・チェイニー              | 共和党                        |
| クレイグ・ライル・トーマス    | 共和党                            |                               |
| クレイグ・ライル・トーマス    | 共和党                            | 第102議会 （1991年 - 1993年） |
| クレイグ・ライル・トーマス    | 共和党                            | 第103議会 （1993年 - 1995年） |
| 第104議会 （1995年 - 1997年） | バーバラ・キュービン              | 共和党                        |
| 第105議会 （1997年 - 1999年） | バーバラ・キュービン              | 共和党                        |
| 第106議会 （1999年 - 2001年） | バーバラ・キュービン              | 共和党                        |
| 第107議会 （2001年 - 2003年)  | バーバラ・キュービン              | 共和党                        |
| 第108議会 （2003年 - 2005年） | バーバラ・キュービン              | 共和党                        |
| 第109議会 （2005年 - 2007年） | バーバラ・キュービン              | 共和党                        |
| 第110議会 （2007年 - 2009年） | バーバラ・キュービン              | 共和党                        |
| 第111議会 （2009年 - 2011年） | シンシア・ルミス                  | 共和党                        |
| 第112議会 （2011年 - 2013年） | シンシア・ルミス                  | 共和党                        |
| 第113議会 （2013年 - 2015年） | シンシア・ルミス                  | 共和党                        |
| 第114議会 （2015年 - 2017年） | シンシア・ルミス                  | 共和党                        |
| 第115議会 （2017年 - 2019年） | リズ・チェイニー                  | 共和党                        |
| 第116議会 （2019年 - 2021年） | リズ・チェイニー                  | 共和党                        |
| 第117議会 （2021年 - 2023年） | リズ・チェイニー                  | 共和党                        |